# Dicée de la Sonde
Dicaeum annae
Espèce
Statut de conservation UICN

 LC  : Préoccupation mineure
Le Dicée de la Sonde (Dicaeum annae) est une espèce de passereaux placée dans la famille des Dicaeidae.

## Répartition
Il est répandu à travers les petites îles de la Sonde.

## Habitat
Il habite les forêts humides tropicales et subtropicales de plaine.